# Alexandru Satmari
Alexandru Satmari (n. 1870, București, România – d. 1933, București, România) a fost un pictor român, fiul pictorului Carol Popp de Szatmáry. A studiat la București cu Theodor Aman și Gheorghe Tattarescu. A pictat peisaje influențate de Nicolae Grigorescu, apoi, inspirat de motivele peisajului dobrogean, a evoluat spre o viziune mai personală. Satmari a fost și decorator de teatru și restaurator de picturi.